# أليف الأوراق

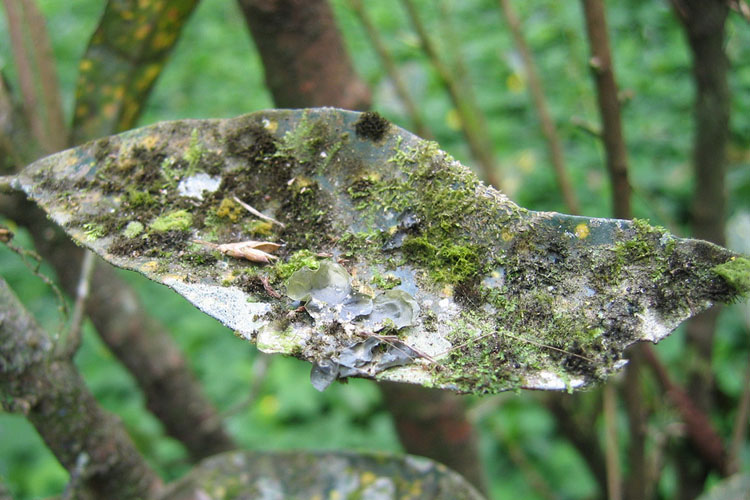
أشنات أليفة الأوراق تنمو على ورقة في غابات ال قرب تينا، الإكوادور

أليف الأوراق أو محب الأوراق (بالإنجليزية: Foliicolous) مصطلح يشير إلى عادة نمو بعض الأشنات والطحالب والفطريات التي تفضل أن تنمو على أوراق النباتات الوعائية. هناك حوالي 700 نوعا من الأشنات أليفة الأوراق التي تم تحديدها  تتواجد معظمها في المناطق المدارية.

## وصلات خارجية
- المعشبة الوطنية الأسترالية - الأشنات أليفة الأوراق